# گیاه‌پارچ لیته
گیاه‌پارچ لیته (نام علمی: Nepenthes leyte)، یک گونه از سرده گیاه‌پارچ‌ها است. به نظر می‌رسد که بومی جزیره لیته فیلیپین است که به نام آن نامگذاری شده است. از جنگل خزه‌ای زیرکوهی در ارتفاع ۹۰۰ متری ثبت شده است.
گیاه‌پارچ لیته متعلق به گروه غیررسمی گیاه‌پارچ باله‌دار است که شامل، گیاه‌پارچ باله‌دار، گیاه‌پارچ سسیلیا، گیاه‌پارچ گل‌قلمی، گیاه‌پارچ سارانگانی، گیاه‌پارچ کاپلاندی، گیاه‌پارچ منقرض، گیاه‌پارچ همیگویتان، گیاه‌پارچ کیتانگلاد، گیاه‌پارچ راموس، گیاه‌پارچ نگروس، گیاه‌پارچ میندانائو و گیاه‌پارچ فرا می‌شود.
این گونه‌ها توسط تعدادی از خصوصیات ریخت‌شناسی، از جمله دمبرگ‌های بالدار، کلاهک‌هایی با برآمدگی‌های پایه در سطح پایین (اغلب به صورت ضمیمه) و پارچ‌های بالایی که معمولاً وسیع‌ترین نزدیک به پایه هستند، متحد می‌شوند.
پیشنهاد شده است که گیاه‌پارچ لیته ممکن است در تنوع طبیعی گیاه‌پارچ راموس قرار گیرد، اگرچه مطالعات میدانی برای تأیید این مورد نیاز است.